# پابلو الکولیا
پابلو الکولیا (انگلیسی: Pablo Alcolea؛ زادهٔ ۲۳ مارس ۱۹۸۹) بازیکن فوتبال اهل اسپانیا است.
از باشگاه‌هایی که در آن بازی کرده‌است می‌توان به باشگاه فوتبال رئال ساراگوسا اشاره کرد.